# Пакен, Жанна
Жа́нна Паке́н (фр. Jeanne Paquin, 1869 — 1936) — французская художница-модельер, известная современным и инновационным дизайном. Она была одной из первых выдающихся женщин кутюрье и одним из пионеров современного модного бизнеса.

## Биография
Жанна Пакен, урождённая Жанна Мари-Шарлотт Беккерс, родилась в 1869 году в Сен-Дени, северном пригороде Парижа, в семье врача.
Ещё подростком начала изучать швейное дело в небольшом ателье, а несколько лет спустя она получила место в доме моды «Руфф», где прошла путь от одной из множества мастериц до главной портнихи, возглавлявшей ателье.

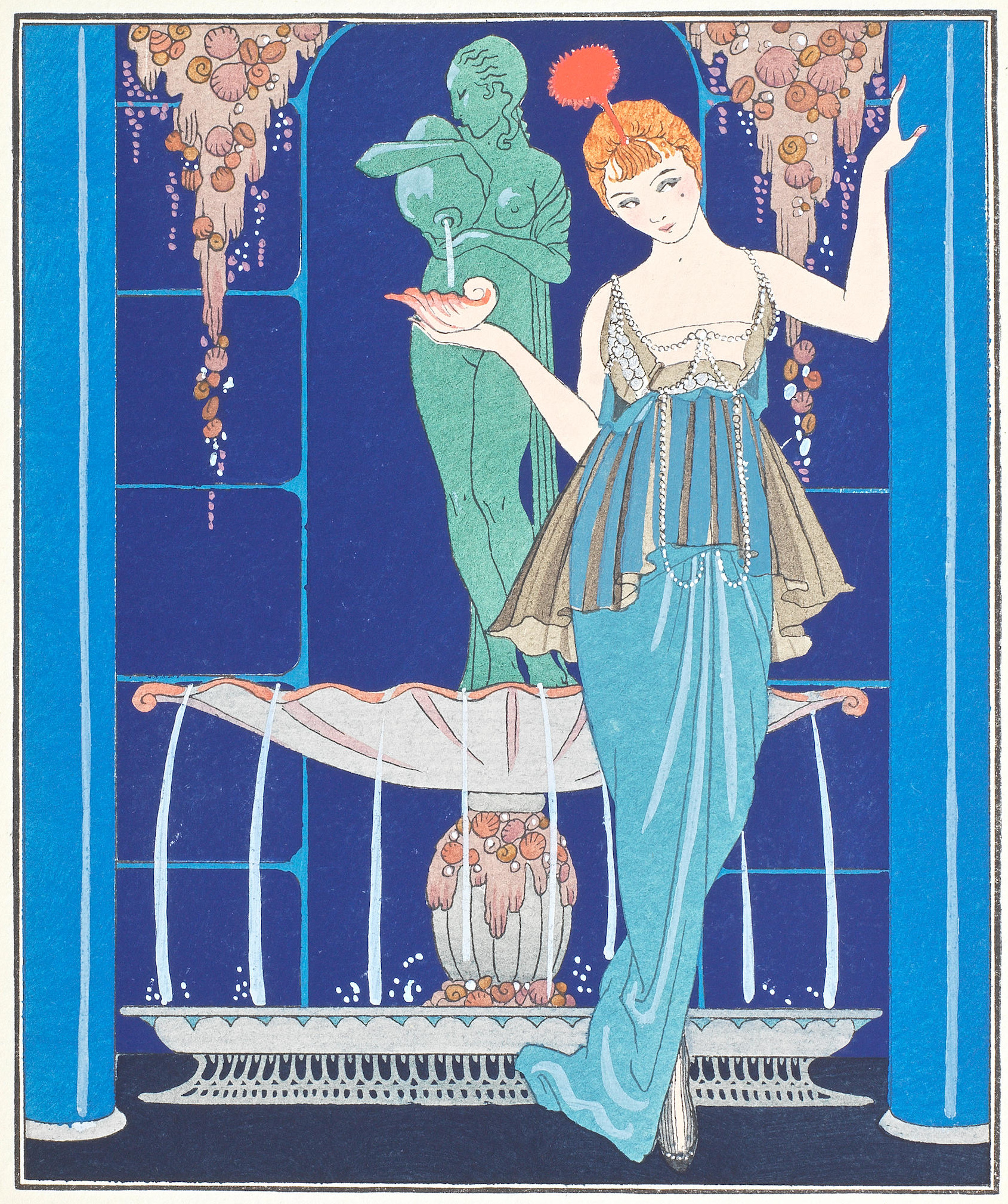
Эскиз платья от Пакен

В феврале 1891 года Жанна вышла замуж за Исидора Рене Жакоба Пакена, с которым создала в Париже в 1891 году дом высокой моды Paquin, просуществовавший до 1956 года и имевший особую известность и репутацию в первой трети XX века. Жанна была главным дизайнером, а её муж управлял бизнесом, занимался административными делами фирмы, работал с клиентами.
В 1898 году они открыли филиал своего дома моды в Лондоне, затем в 1912 году в Буэнос-Айресе и в 1914 году в Мадриде. Филиал House of Paquin в Нью-Йорке находился на Пятой авеню и специализировался на мехах.
Среди её клиенток появились представительницы аристократических и монархических семей, а также знаменитые дамы полусвета.
После смерти мужа в 1907 году Жанна Пакен управляла бизнесом вместе со своей семьей до 1920 года. Между 1912 и 1920 годами Пакен создавала коллекции одежды для активных женщин. В 1913 году она первой из женщин-модельеров получила орден Почётного легиона.
Мода, полагала она, должна отвечать современному образу жизни и современным же представлениям о красоте. Пакен называла моду частью общего культурного контекста, и считала, что модельеры должны сотрудничать с представителями других творческих профессий — живописцами, театральными художниками, архитекторами. Так она создала ряд костюмов по эскизам Леона Бакста и Поля Ириба.
Особенно знаменитой стала коллекция «Танго» (1914), совершившая переворот в высокой моде. Она предложила публике платья с разрезами по бокам, скрытыми под складками.